# Enping
Enping, även romaniserat Yanping, är en stad på häradsnivå i Jiangmens stad på prefekturnivå i provinsen Guangdong i sydöstra Kina. Den ligger omkring 140 kilometer sydväst om provinshuvudstaden Guangzhou.
Enping är indelat i ett stadsdelsdistrikt och tio köpingar.
Stadsdelsdistrikt (jiedao):

- Encheng (恩城街道)

Köpingar (zhen):

- Dahuai (大槐镇)
- Datian (大田镇)
- Dongcheng (东成镇)
- Hengpo (横陂镇)
- Juntang (君堂镇)
- Liangxi (良西镇)
- Naji (那吉镇)
- Niujiang (牛江镇)
- Shahu (沙湖镇)
- Shengtang (圣堂镇)